# Johannes Börner
Pour les articles homonymes, voir Börner.
Johannes Börner, né le 5 juillet 1925 à Döben (de) et mort le 20 mai 2018 à Ouistreham dans le département du Calvados, est un militaire allemand.

## Biographie
Parachutiste, Johannes Börner participe à la bataille de Normandie en juin 1944 au sein de la 15e compagnie du 5e Régiment de Fallschirmjäger de la 3e Division aéroportée du IIe Corps parachutiste. Le 21 août 1944, il est fait prisonnier à Saint-Lambert-sur-Dive par les troupes canadiennes.
Libéré en 1948, il s'installe à Ouistreham et tient un restaurant de 1969 à 1998. Il entretient une relation d'amitié avec Léon Gautier,. Lors des commémorations du 70e anniversaire du débarquement, ils concluent symboliquement la cérémonie de Ouistreham.